# Попово (Ямбольська область)
По́пово (болг. Попово) — село в Ямбольській області Болгарії. Входить до складу общини Болярово.

## Населення
За даними перепису населення 2011 року у селі проживали 317 осіб.
Національний склад населення села:
| Національність   | Кількість осіб | Відсоток |
| ---------------- | -------------- | -------- |
| болгари          | 217            | 73,8%    |
| цигани           | 67             | 22,8%    |
| турки            | 9              | 3,1%     |
| Всього відповіли | 294            |          |

Розподіл населення за віком у 2011 році:
Динаміка населення: